# Monasticismo greco-budista

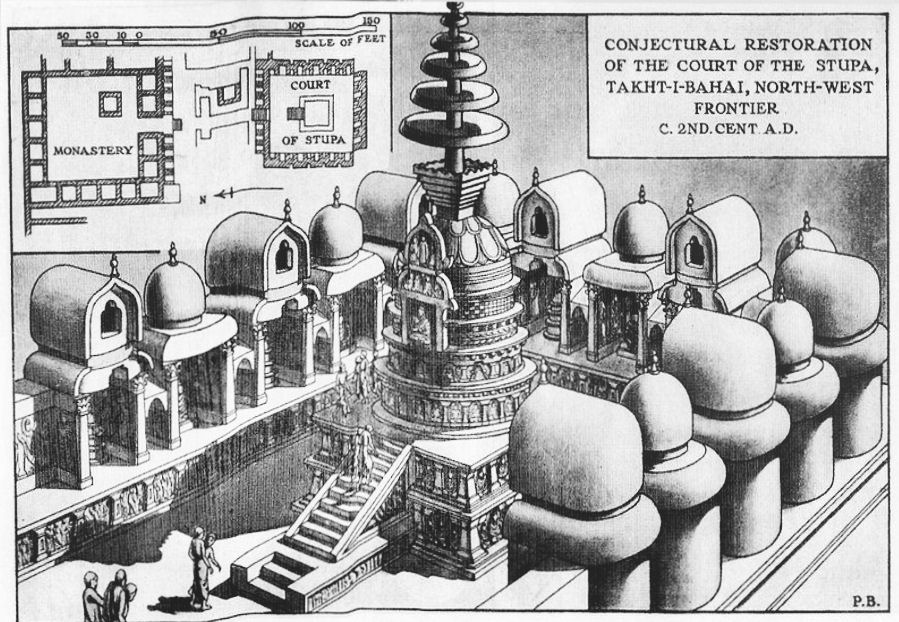
Restauração conjectural da estupa de Takht-i-Bahi.

O papel dos monges budistas gregos no desenvolvimento da fé budista sob o patronato do imperador Ashoka por volta de 260 a.C. e subsequentemente durante o reinado do Indo-grego Menandro (165/155–130 a.C.) é descrito no Mahavamsa, um importante texto histórico budista Theravada, não canônico, compilado no Sri Lanka no século VI na língua Pali.
O Mahavansha ou "Grande Crônica" abrange a história do budismo desde o século VI a.C. até o século IV d.C.  Foi escrito no século VI pelo monge Mahanama, irmão do rei Dhatusena de Anuradhapura, e dependia fortemente do Dipavamsa ou "Crônica da Ilha" escrito cinco séculos antes.

## Contexto histórico
O imperador Ashoka convocou o terceiro conselho budista  por volta de 250 a.C. em Pāliputra (atual Patna). O concílio foi realizado pelo monge Moggaliputta.
O Cânone Pali, que consiste em textos de referência Teravada e considerados transmitidos pelo próprio Buda, foram formalizados nesse período. É conhecido como a Tipitaka ou "Três Cestas" e contem a Doutrina (Suta Pitaca), disciplina monástica (Vinaia Pitaca) e um compêndio de filosofia (o Abidarma).
Outro objetivo do conselho era conciliar as diferentes escolas de budismo e purificar o budismo, particularmente de facções oportunistas que haviam sido atraídas pelo patronato real.
Finalmente, o conselho também relatou os esforços de proselitismo de Ashoka, que procurou expandir a fé budista por toda a Ásia e até a bacia do Mediterrâneo. As inscrições de pedra contemporâneas dos Éditos de Asoca também relatam essa atividade em detalhes.
Após esses esforços, a fé budista parece ter se expandido entre as comunidades gregas sob o domínio de Açoca, e dezenas de milhares foram convertidos. Cerca de 50 anos depois, o Reino Greco-Báctrio invadiu o norte da Índia até Paṭaliputra e fundou o Reino Indo-Grego.  O budismo floresceu sob os reis indo-gregos, e tem sido sugerido que a invasão da Índia pretendia mostrar seu apoio ao Império Máuria e proteger o budismo das perseguições religiosas do novo Império Sunga (185-73 a.C.). Os monges budistas gregos continuaram a desempenhar um papel fundamental durante a época de Menandro, até o Sri Lanka.

## Monges gregos durante o reinado de Ashoka
De acordo com Éditos de Ashoka , as populações gregas (geralmente descritas nos tempos antigos em todo o mundo clássico como Yona, Yojanas ou Yavanas , lit. "Jônios") estavam sob seu domínio no noroeste da Índia

Longe de ser apenas o receptor da conversão ao budismo, o Mahavamsa indica que os gregos tiveram um papel ativo em espalhar a fé budista como emissários da Ashoka .
Esses missionários gregos aparecem na lista dos "anciões" (Pali: "thera") enviados pelo mundo pelo imperador Ashoka:
"When the thera Moggaliputta, the illuminator of the religion of the Conqueror, had brought the (third) council to an end (…) he sent forth theras, one here and one there:↵
- The thera Mahyantika he sent to Kasmira and Gandhara,
- The thera, MaMdeva he sent to Mahisamandala.
- To Vanavasa be sent the thera named Rakkhita,
- and to Aparantaka (he sent) the Yona named Dhammarakkhita;
- to Maharattha (he sent) the thera named Mahadhammarakkhita,
- but the thera Maharakkhita he sent into the country of the Yona.
- He sent the thera Majjhima to the Himalaya country,
- and to Suvambhurni he sent the two theras Sona and Uttara.
- The great thera Mahinda, the theras Utthiya, Uttiya, Sambala and Bhaddasala his disciples, these five theras he sent forth with the charge: `Ye shall found in the lovely island of Lanka the lovely religion of the Conqueror.'" (Mahavamsa, XII)

### Dharmaraksita
Dhammarakkhita (Dharmaraksita em sânscrito), foi o Yona (Lit. "Jônio" ou "Grego") líder da missão a Aparantaka .
O país de Aparantaka foi identificado como a parte noroeste do subcontinente indiano, e compreende o norte de Gujarat , Kathiawar , Kachch e Sindh , a área onde as comunidades gregas provavelmente estavam concentradas. Até hoje, uma cidade em Gujarat é chamada Junagadh, originalmente "Yonagadh", lit.  "Cidade dos Gregos".
Diz-se que Dharmarashita pregou o Aggikkhandopama Sutta, de modo que 37.000 pessoas foram convertidas em Aparantaka e que milhares de homens e mulheres entraram na Ordem (Mahavimsa XII).
De acordo com a Milinda Panha (I 32-35), o monge Nagasena, que ficou famoso por dialogar com o rei grego Menandro I para convertê-lo ao budismo, foi aluno de Dharmaraksita, e alcançou a iluminação como um arhat sob sua orientação.

### Mahyantika
O thera (“ancião”) Mahyantika foi enviado para Kashmir e Gandhara, também áreas com forte presença helênica.  Embora ele não seja identificado como grego no Mahavamsa, seu nome provavelmente significa Maha (grande) + Antika (Antiochos), um nome grego comum.

### Maharaksita
Diz-se que o thera ("ancião") Maharakkhita (Maharaksita em sânscrito ) foi enviado ao país dos gregos. Ele provavelmente teria sido grego também devido à natureza de sua missão, mas isso não é confirmado.

## Monges gregos durante o reinado de Menandro I
O rei indo-grego Menandro I (reinou de 160 a 135 a.C.) tinha sua capital em Sagala , no atual norte de Punjab , e é descrito por Estrabão como um dos mais poderosos reis gregos da época, ainda maior que Alexandre, o Grande .
Menandro provavelmente se converteu ao budismo e parece ter encorajado a disseminação da fé dentro do subcontinente indiano, e possivelmente também na Ásia Central. Um exemplo documentado da influência de um monge budista grego é encontrado novamente no Mahavamsa:

### Mahadharmaraksita

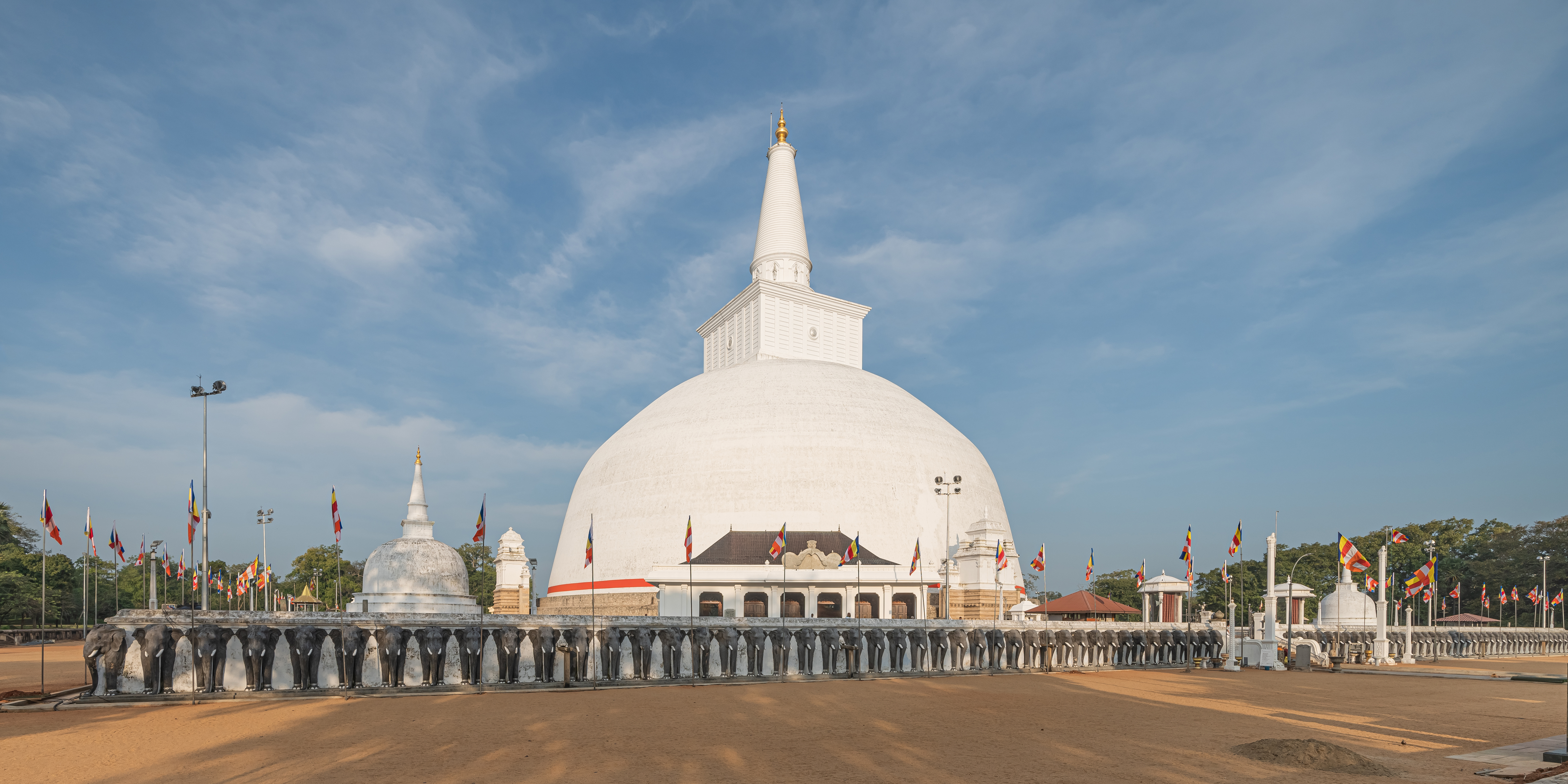
De acordo com Mahavamsa, A Grande Estupa em Anuradapura, Sri Lanka, foi homenageada por uma delegação de 30,000 jônios de "Alesandra" (Alexandria do Caucasus) por volta de 130 a.C.

Durante o tempo de Menandro I, é dito que o Yona (Jônio) Mahadhammarakkhita (em sânscrito:  Mahadharmaraksita)  veio de "Alasandra" (que acredita-se ser Alexandria do Cáucaso, a cidade fundada por Alexandre, o Grande, perto da atual Kabul) com 30.000 monges para a cerimônia de fundação do Maha Thupa ("Grande Estupa") em Anuradhapura no Sri Lanka , durante o segundo século a.C.
"De Alasanda, a cidade dos Yonas, veio o thera Yona Mahadhammarakkhita com trinta mil bhikkhus."
(Mahavamsa , XXIX)
Esses elementos tendem a indicar a importância do budismo dentro das comunidades gregas no noroeste da Índia, e o papel proeminente dos monges budistas gregos, bem como em todo o subcontinente indiano e possivelmente até o Mediterrâneo, durante os últimos séculos antes da era atual.